# Albany Chambers

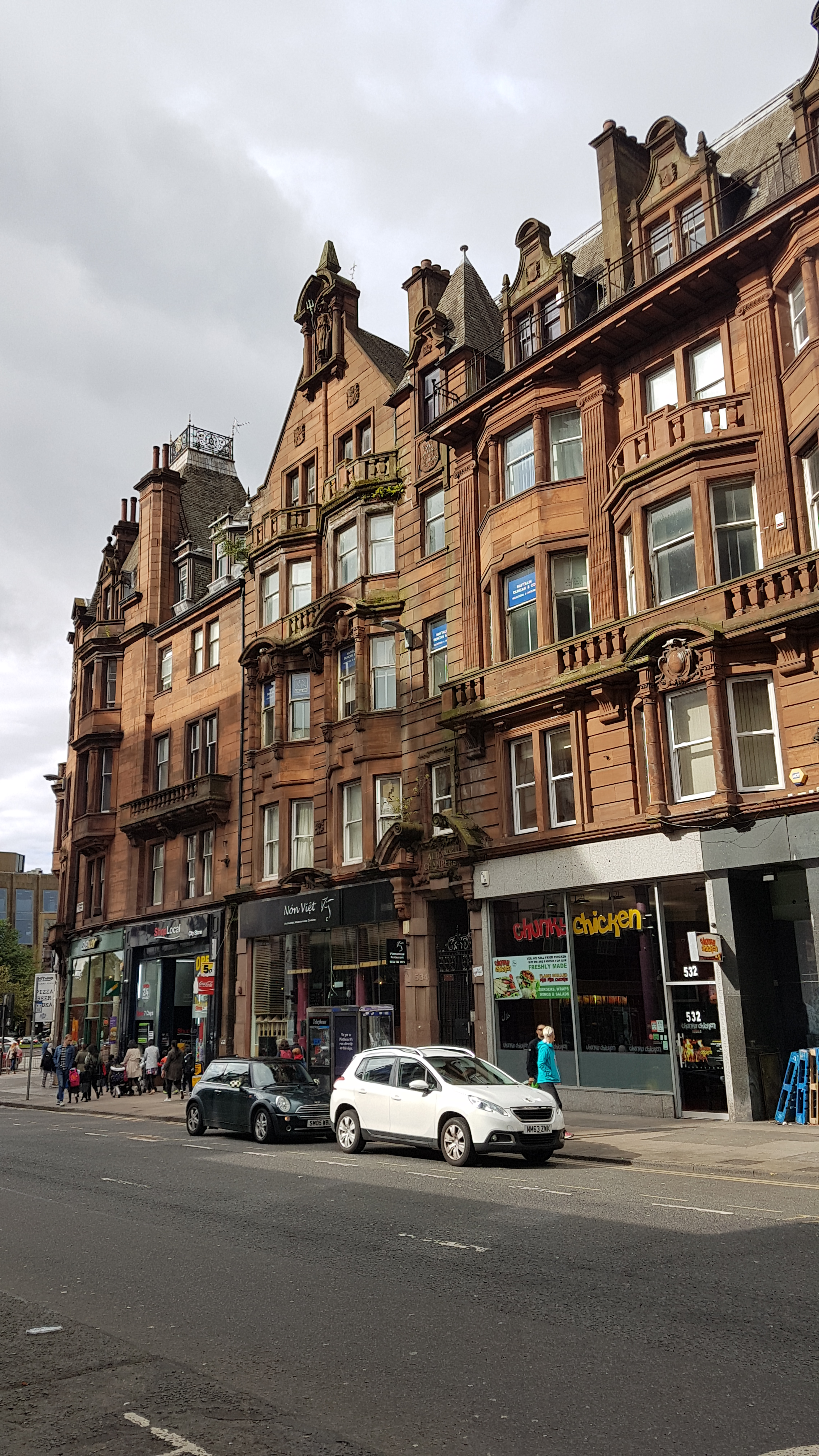
Albany Chambers

Die Albany Chambers sind ein Wohn- und Geschäftsgebäude in der schottischen Stadt Glasgow. 1970 wurde das Bauwerk in die schottischen Denkmallisten zunächst in der Kategorie B aufgenommen. Die Hochstufung in die höchste Denkmalkategorie A erfolgte 1988.

## Beschreibung
Das Gebäude wurde zwischen 1896 und 1899 erbaut. Für den Entwurf zeichnet der schottische Architekt John James Burnet verantwortlich.
Das vierstöckige Gebäude mit Mansardgeschoss steht an der Sauchiehall Street westlich des Zentrums von Glasgow. Stilistisch weisen die Albany Chambers Motive des Klassizismus sowie der Neorenaissance auf. Die sechs Achsen weite, südexponierte Frontfassade ist zu weiten Teilen rustiziert. Die flächigen Schaufenster im Erdgeschoss sind neueren Datums. Ein gebrochener Segmentbogengiebel verdacht das Eingangsportal. Entlang der Fassade erstrecken sich fünf zweistöckige, abgekantete Erker. Zu den weiteren Gestaltungselementen zählen ein Balkon, ionische Säulen mit abschließendem gebrochenen Segmentbogengiebel sowie kolossale Pilaster. Rechts treten oberhalb des weit auskragenden Kranzgesimses drei geschwungene Dachgauben heraus. Der Giebel links ist mit einer Ädikula in der Apex gestaltet.